# Чорох
Чорох (на турски: Çoruh nehri; на грузински: ჭოროხი) е река в североизточната част на Турция и крайната югозападна част на Грузия (историко-географската област Аджария). Дължината ѝ е 438 km, от които само последните 28 km са в Грузия, площта на водосборния ѝ басейн е 22 хил. km².
Река Чорох води началото си от малко езеро на северния склон на планината Северен Тавър във вилаета Ерзурум. В най-горното си течение на протежение от близо 100 km тече в западна посока между Северен Тавър на юг и хребета Чорух на север. При град Байбурт (административен център на вилаета Байбурт) завива обратно на изток-североизток и на протежение повече от 160 km протича в дълбока, каньоновидна тектонска долина между хребета Чорох на юг и Лазиристанския хребет на север. След устието на десния си най-голям приток Олту завива на север и тече между Лазиристанския хребет на запад и Арсиянския хребет на изток. На около 40 km северно от град Артвин (административен център на вилаета Артвин) напуска пределите на Турция, навлиза на територията на Грузия (историко-географската област Аджария) и след 28 km се влива в Черно море, южно от град Батуми. Основни притоци: Лори, Бархая, Хатила, Мурчул (леви); Олту, Мерджхеди (десни). Средният годишен отток в устието ѝ е 285 m³/s. Има ясно изразено пролетно-лятно пълноводие. В горното и долното си течение водите ѝ се използват за напояване. Интересна туристическа забележителност е 50-метровият водопад на река Тортум, ляв приток на Олту.

## Топографска карта
- К-37-XХІV М 1:200000[2]
- К-37-XХХ М 1:200000[3]
- К-37-XХХV М 1:200000[4]
- К-37-XХХVІ М 1:200000[5]